# Jan Nezmar
Jan Nezmar (* 5. Juli 1977 in Opava) ist ein ehemaliger tschechischer Fußballspieler.

## Vereinskarriere
Nezmar begann mit dem Fußballspielen bei Družba Hlavnice. 1994 wechselte der Angreifer zum damaligen Drittligisten MSA Dolní Benešov, für den er 1995/96 in der Herrenmannschaft debütierte. Im Sommer 1999 wurde Nezmar vom Erstligisten SFC Opava verpflichtet, für den er in 24 Ligaspielen acht Tore erzielte. Nach dem Abstieg der Mannschaft ging er zu Slovan Liberec. Mit Slovan gewann der Stürmer in der Saison 2001/02 die tschechische Meisterschaft; Nezmar steuerte 14 Tore zu diesem Erfolg bei.
Zur Saison 2003/04 wechselte er zum 1. FC Slovácko, von dort nach zwei Jahren im Sommer 2005 zum slowakischen Erstligisten MFK Ružomberok, wo er in anderthalb Jahren auf 51 Spiele und 24 Tore kam. In der Spielzeit 2005/06 gewann der Tscheche mit Ružomberok die slowakische Meisterschaft. Anfang 2007 kehrte Nezmar nach Tschechien zurück und schloss sich seinem ehemaligen Klub Slovan Liberec an. Mit Jiří Štajner bildete Nezmar in der Saison 2010/11 ein Stürmerduo, das Liberec bereits 2001/02 mit insgesamt 29 Toren zum Titel geschossen hatte. In der Saison 2011/12 wurde er mit Slovan erneut Tschechischer Meister. Im November 2012 verkündete Nezmar das Ende seiner Profikarriere. Seit dem 1. Januar 2013 spielt er beim deutschen Amateurklub FC Oberlausitz Neugersdorf, mit dem er Ende der Saison 2012/13 in die fünftklassige Oberliga Nordost aufstieg. Sein Debüt in der Oberliga absolvierte er beim 3:1-Sieg am ersten Spieltag am 11. August 2013 gegen die Zweitvertretung des Chemnitzer FC; gegen die Chemnitzer wurde er nach 73 Minuten ausgewechselt. Sieben Tage später traf er mit einem Hattrick beim 6:5-Sieg am zweiten Spieltag gegen die Zweitvertretung von Rot-Weiß Erfurt erstmals in der Oberliga. Am Ende der Spielzeit 2013/14 standen 18 Einsätze und 20 Tore für Nezmar zu Buche, damit wurde er Torschützenkönig. In der folgenden Regionalligasaison stellte Neugersdorf mit Nezmar einen der ältesten Regionalligaspieler der Spielzeit, zum Ende der Saison hat Nezmar jedoch seine aktive Karriere endgültig beendet.

## Funktionärskarriere
Seit dem 1. November 2012 ist er Sportdirektor bei Slovan Liberec und blieb dies auch parallel zu seiner Spielertätigkeit beim FC Oberlausitz Neugersdorf.

## Erfolge
FC Slovan Liberec
- Tschechischer Meister: 2002 und 2012

MFK Ružomberok
- Slowakischer Meister: 2006

## Sonstiges
Im Ligaspiel gegen Bohemians 1905 Prag am 29. April 2011 erzielte Jan Nezmar sein 100. Erstligator und wurde damit 59. Mitglied des Klub ligových kanonýrů.